# Splendrillia mikrokamelos
Splendrillia mikrokamelos é uma espécie de gastrópode do gênero Splendrillia, pertencente a família Drilliidae.